# Portorikanska brazda
Portorikanska brazda je oceanska brazda koja se nalazi na spoju Karipskog mora i Atlantskog oceana. Brazda je povezana sa složenim prijelazom između zone sedukcije prema jugu uz Male Antile i Velikog transformacijskog rasjeda, koji se proteže između Kube i Hispaniole kroz Kajmansku brazdu do obale Srednje Amerike. Znanstvena istraživanja su zaključila da bi potres koji bi se dogodio u ovom rasjedu mogao uzrokovati veliki tsunami.
Otok Puerto Rico leži južno od pukotina i brazda. Brazda je duga 800 kilometara i ima najveću dubinu u Milwaukee depresiji od 8648 m, što je najdublja točka u Atlantskom oceanu i najdublja točka izvan Tihog oceana.

## Geologija
Portorikanska brazda nalazi se na granici dviju prolaznih ploča, sa samo malom sedukcijom. Karipska ploča se pomiče na istok, dok se sjevernoamerička ploča pomiče na zapad. Sjevernoamerička ploča podcrtana je karipskom pločom u jugoistočnom dijelu rova. Ova zona sedukcije objašnjava prisutnost aktivnih vulkana u sjeveroistočnim dijelovima Karipskog mora. 
Vulkanska aktivnost je jaka u arhipelagu jugoistočno od Portorika do obale Južne Amerike. Portoriko, Američki Djevičanski otoci, Britanski Djevičanski otoci i Dominikanska Republika nemaju aktivnih vulkana. Međutim, postoji opasnost od potresa i tsunamija. Portorikanska brazda sposobna je izazvati potres magnitude veće od 8,0 stupnjeva.